# Ostroveț, Kărdjali
Ostroveț (în bulgară Островец) este un sat în comuna Kirkovo, regiunea Kărdjali,  Bulgaria. 

## Demografie
Componența etnică a satului Ostroveț
     Turci (98,53%)
     Nicio identificare (1,46%)
     Altele (0%)
La recensământul din 2011, populația satului Ostroveț era de 342 locuitori. Din punct de vedere etnic, majoritatea locuitorilor (98,53%) erau turci. Pentru 1,46% din locuitori nu este cunoscută apartenența etnică.